# خانه احمد رخشا
خانه احمد رخشا مربوط به دوره قاجار است و در شهرستان اصفهان، بخش جرقویه علیا، دهستان رامشه، روستای رامشه، محله توده واقع شده و این اثر در تاریخ ۱۶ دی ۱۳۸۷ با شمارهٔ ثبت ۲۴۴۴۰ به‌عنوان یکی از آثار ملی ایران به ثبت رسیده است.